# Vertretung des Landes Nordrhein-Westfalen bei der Europäischen Union
Die Vertretung des Landes Nordrhein-Westfalen bei der Europäischen Union ist die Landesvertretung Nordrhein-Westfalens bei der Europäischen Union mit Sitz in Brüssel. Sie unterstützt das Land in der Umsetzung seiner Europapolitik.

## Organisation
Das Büro des Landes Nordrhein-Westfalen bei der EU in Brüssel ist dem Minister für Bundes- und Europaangelegenheiten, Internationales sowie Medien, zurzeit Nathanael Liminski, unterstellt. Die Landesvertretung ist seit 2007 in Räumen an der Rue Montoyer 47 untergebracht. Sie wurde 1986 von Folker Schreiber aufgebaut, der die Landesvertretung anschließend bis 2004 leitete. Seit dem 1. November 2022 wird sie von Rainer Steffens geleitet, der diesen Posten bereits von 2011 bis 2018 innehatte. Sein Vorgänger Hans Stein leitete die Landesvertretung von 2006 bis 2011 sowie von 2018 bis 2022.

## Aufgaben und Ziele
Die Vertretung des Landes Nordrhein-Westfalen bei der Europäischen Union nimmt die Interessen des Landes auf europäischer Ebene wahr und vermittelt Informationen zwischen der EU und der Landesregierung. Die Landesvertretung pflegt im Rahmen der Netzwerkarbeit direkte Kontakte zu den EU-Institutionen und vermittelt Vertretern aus Politik und Wirtschaft geeignete Ansprechpartner.